# Lamborghini Countach Evoluzione
La Lamborghini Countach Evoluzione è una concept car costruita dalla Lamborghini nel 1987 allo scopo di sviluppare e collaudare nuove tecnologie da applicare alle sue supercar.
Fu la prima esperienza della Lamborghini nell'applicazione dei materiali compositi strutturali in campo automobilistico, ma, soprattutto, la prima auto al mondo destinata alla circolazione stradale, dotata di scocca in fibra di carbonio. Concepita esclusivamente come vettura-laboratorio senza fini promozionali, non venne mai presentata ufficialmente al pubblico.

## Contesto
Nel 1982 la Lamborghini, allora di proprietà dei fratelli Mimran, cominciò a interessarsi alle potenzialità dei materiali compositi nel settore dell'automotive. A tal scopo, Giulio Alfieri, cui era affidata la direzione tecnica, assunse l'ingegner Rosario Vizzini che in questo campo vantava una grande esperienza maturata soprattutto in campo aeronautico. Vizzini fondò quindi un apposito reparto all'interno dell'azienda denominato E.CO. (Esperienza Compositi), ma si dimise poco dopo a causa della vendita dell'azienda di S. Agata alla Chrysler. Nel 1985 l'Ing. Alfieri venne sostituito dall'ing. Luigi Marmiroli che mise a capo del reparto 'compositi' Attilio Masini. Compreso quest'ultimo, al reparto lavoravano appena quattro persone, fra i quali l'ingegnere argentino Horacio Pagani, che in seguito, con la Modena Design prima, e la Pagani Automobili poi, sarebbe diventato uno dei massimi esperti del settore. Pagani tentò di convincere la dirigenza ad acquistare un'autoclave necessaria per realizzare i manufatti in fibra di carbonio, ma ricevendo un rifiuto se ne procurò una pagandola personalmente grazie a un prestito bancario.

## Il progetto "Evoluzione"
Il team realizzò una vettura che esteriormente ricalcava, sia nelle forme che nelle dimensioni, la Countach 5000 S Quattrovalvole, ma la cui struttura era completamente diversa. In luogo del telaio in acciaio fu realizzata una scocca monolitica in fibra di carbonio che comprendeva pianale, tetto, montanti e paratie anteriore e posteriore, il tutto in funzione di abitacolo. La scocca si protendeva inoltre in avanti a formare una vasca cui erano ancorate le sospensioni anteriori. Nella parte bassa della struttura furono annegati dei rinforzi di alluminio, kevlar e fibra di carbonio a nido d'ape laminati a sandwich. Posteriormente fu invece mantenuto un traliccio a tubi tondi tradizionale come 'culla' del motore, e supporto delle sospensioni posteriori. Un uso massiccio di materiali compositi fu fatto anche sulla carrozzeria: le pannellature come parafanghi e porte furono realizzate in alluminio, ma gran parte delle appendici, come paraurti, prese d'aria, cofani, spoiler, brancardi e passaruota erano in fibra di carbonio. Essendo l'auto priva di verniciatura era facile distinguere i componenti metallici color alluminio spazzolato (peraltro dalla superficie scarsamente rifinita a testimoniare la natura sperimentale del progetto) da quelli in materiale composito, di colore nero opaco. Anche le coperture lenticolari delle ruote, poi rimosse perché limitavano il raffreddamento dei freni, erano in fibra di carbonio. L'interno dell'abitacolo era spoglio, privo di cruscotto, con cavi e comandi a vista, privo di rivestimento, e dotato solamente di due pannelli in cui erano inseriti strumenti di controllo. Unica concessione al lusso erano i sedili in pelle bianca, scelta effettuata per praticità poiché erano stati prelevati da una Countach di serie.

## Sviluppo
Dotata di un motore 5000 S Quattrovalvole modificato in grado di sviluppare 490 CV, l'intera vettura pesava appena 980 kg a secco, ovvero 500 in meno rispetto all'auto da cui era stata derivata. Era in grado di raggiungere la velocità di 330 km/h (effettivamente verificata sul circuito di Nardò) e di accelerare da 0 a 100 km/h in 4,1 secondi. Trattandosi di un prototipo la vettura non raggiunse mai una configurazione definitiva ma vi furono fatte diverse modifiche aerodinamiche e vi furono testate numerose soluzioni innovative, fra le quali, il sistema ABS di controllo della frenata, la trazione integrale con ripartitore di coppia variabile, il controllo elettronico delle sospensioni (il cui assetto si poteva variale anche in marcia), e financo un sistema di tergicristalli a scomparsa. Al termine del ciclo di sperimentazione si ritenne che la produzione in serie della Countach Evoluzione non fosse economicamente vantaggiosa, sia per i costi di lavorazione della fibra di carbonio, sia per la scarsa, o nulla, possibilità di riparazione in caso di incidente. L'auto fu sottoposta a un'ultima prova, un crash test contro una barriera fissa, che ovviamente ne causò la completa distruzione. Molte delle soluzioni stilistiche ideate per la Evoluzione vennero poi adottate sulla successiva versione di serie della Countach, la 25th Anniversary del 1988. Grazie alla maturazione delle tecnologie produttive, Il principio di un'auto interamente costruita in fibra di carbonio (e dal peso inferiore ai 1000 kg) sarà ripreso dalla Lamborghini 23 anni dopo, con la Sesto Elemento.